# Cyclophyllum fragrans
Cyclophyllum fragrans là một loài thực vật có hoa trong họ Thiến thảo. Loài này được (Schltr. & K.Krause) Mouly mô tả khoa học đầu tiên năm 2007.